# Klein-Sinaai
Klein-Sinaai is een dorp in de Belgische provincie Oost-Vlaanderen. Klein-Sinaai ligt in het westen van de gemeente en deelgemeente Stekene, tegen de grens met Moerbeke en Sinaai. Ten zuidwesten van Klein-Sinaai loopt de Moervaart, die er een bocht van 90 graden maakt.

## Geschiedenis

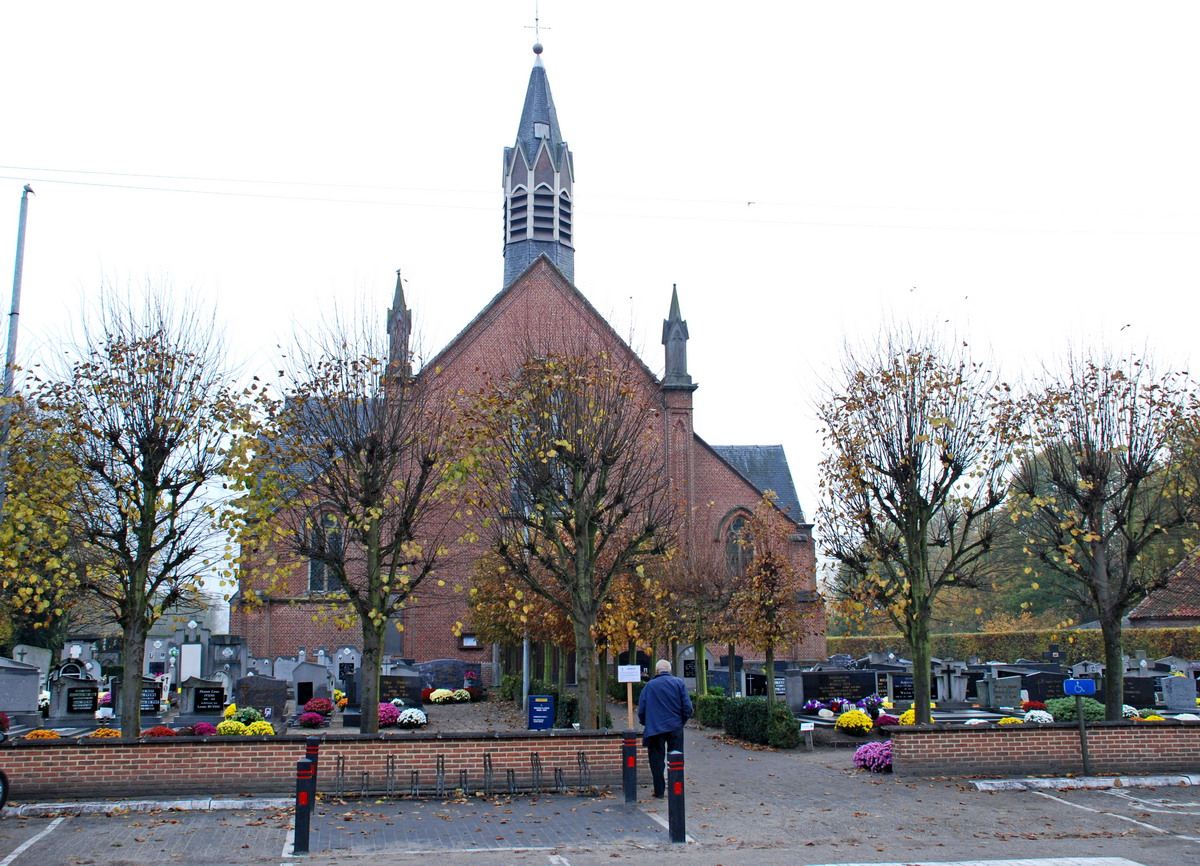
Onze-Lieve-Vrouw Onbevlekt Ontvangenkerk

In 1197 vestigde de benedictijnermonnik Boudewijn van Boekel van de Gentse Sint-Pietersabdij zich hier als heremiet in een ongecultiveerde omgeving. Zijn geloofsgemeenschap groeide in enkele jaren tijd uit en werd in 1204 tot abdij verheven. Deze Abdij van Boudelo werd in 1215 een cisterciënzerabdij. De omgeving werd in cultuur gebracht. Enkele kilometer naar het zuidwesten liep de Zuidlede naar de Durme, maar omdat deze te veel kronkelde voor de schepen die turf vervoerde, werd in de middeleeuwen enigszins parallel de Moervaart gegraven, die bij Klein-Sinaai afboog naar het zuiden. In 1315 werd van de Moervaart de Stekense Vaart uitgegraven naar het oosten, richting Hulst.
De abdij kende een bloei, maar werd in 1381 en 1382 geplunderd door de Gentenaars. Ze werd heropgebouwd, maar in 1452 weer in brand gestoken. Na een nieuwe heropbouw werd ze in 1578 ingenomen door Gentse calvinisten. De monniken verdwenen en de abdij werd verkocht, ontmanteld en deed dienst om de omwonenden gratis bouwmaterialen te verschaffen. Uit het puin werd onder meer de Boudelohoeve opgetrokken. In 1584, na hun terugkeer uit ballingschap uit Keulen, vonden de monniken onderdak in hun Gents refugehuis dat op een pseudo-eiland lag, gevormd door de Leie, Baudeloovest en Ottogracht. Daar kwam de nieuwe abdij tot stand.
In de 17de eeuw trokken de monniken een kapel op in Klein-Sinaai. De Ferrariskaart uit de jaren 1770 toont de vroegere abdijsite en een kapelletje iets ten noorden. Verder noordwaarts is het omvangrijke gehucht Kleyn Sinay weergeven met net westwaarts daarvan het gehucht Caudenborm. Langs Klein-Sinaai liep de weg van Brugge naar Antwerpen.
Bij de oprichting van de gemeenten werd Klein-Sinaai een deel van de gemeente Sinaai. Het lag op een noordelijke uitloper van het grondgebied, ingeklemd tussen Moerbeke en Stekene. De kapel werd verkocht na de Franse Revolutie en gesloopt in 1822. In 1853 werd een nieuwe kerk gebouwd in het centrum van het gehucht Klein-Sinaai. Rond 1873 werd Klein-Sinaai van west naar oost doorsneden door de spoorlijn van Moerbeke naar Sint-Gillis-Waas en het dorp kreeg een eigen station.
Het station van Klein-Sinaai sloot halverwege de 20ste eeuw en rond 1970 werd de spoorlijn door Klein-Sinaai gesloten. 
Bij gemeentelijke fusies van 1977 werd Sinaai een deelgemeente van de stad Sint-Niklaas. Klein-Sinaai werd gesplitst van de voormalige gemeente Sinaai en bij de gemeente Stekene ondergebracht. Het werd toegevoegd aan de deelgemeente Stekene, van de nieuwe fusiegemeente Stekene. Met als gevolg dat Klein-Sinaai geen deelgemeente is, maar Kemzeke wel.

## Bezienswaardigheden
- De Onze-Lieve-Vrouw Onbevlekt Ontvangenkerk
- De beschermde pastorie
- Het Kasteel Ter Eiken
- De 16e-eeuwse Boudelohoeve, opgebouwd met puin van de Abdij van Baudeloo.
- De ingangspoort nabij de vroegere abdij van Boudeloo.
- De restanten van de tiendenschuur gelegen op de Brugse Heirweg in de richting van Moerbeke.
- Het vroegere stationsgebouw, in gebruik door de scouts.
- De grot voor de fietsers aan de linkerkant van de kerk.

## Natuur en landschap
Klein-Sinaai ligt in Zandig Vlaanderen en in het Waasland. De Moervaart en de Stekense Vaart zijn de belangrijkste waterlopen nabij Klein-Sinaai. In het noorden vindt men het Wullebos waarin ook het Baggaarthof ligt. De hoogte bedraagt ongeveer 5 meter.

## Verkeer en vervoer
Door Klein-Sinaai loopt de oude heirweg van Brugge naar Antwerpen. Ten noorden loopt de nieuwe snelweg A11/E34.
In de laatste decennia van de 19de eeuw en de eerste helft van de 20ste eeuw liep door het dorp spoorlijn 77 van Zelzate naar Sint-Gillis-Waas, met daarop het Station Klein-Sinaai.

## Nabijgelegen kernen
Moerbeke, Stekene, Sinaai